# 12432 Usuda
12432 Usuda eller 1996 AR1 är en asteroid i huvudbältet som upptäcktes den 12 januari 1996 av de båda japanska astronomerna Naoto Satō och Takeshi Urata vid Chichibu-observatoriet. Den är uppkallad efter Usuda Deep Space Center.
Asteroiden har en diameter på ungefär 8 kilometer.